# Zyklischer Untervektorraum
In der Mathematik der Linearen Algebra versteht man unter einem Zyklischen Untervektorraum einen Untervektorraum eines Vektorraums zusammen mit einem Vektor und einem Endomorphismus des Obervektorraums. Für einen Endomorphismus {\displaystyle f} und einen Vektor {\displaystyle v} von {\displaystyle V} nennt man diesen auch {\displaystyle f}-zyklischen Untervektorraum zu {\displaystyle v} und {\displaystyle v} zyklischen Vektor von {\displaystyle f}. Zyklische Unterräume sind ein wichtiger Bestandteil des zyklischen Zerlegungssatzes der Linearen Algebra.

## Definition
Sei {\displaystyle V} ein endlich-dimensionaler Vektorraum, {\displaystyle f:V\rightarrow V} ein Endomorphismus und {\displaystyle v} ein Vektor aus {\displaystyle V}. Der {\displaystyle f}-zyklische Untervektorraum von {\displaystyle V} zu {\displaystyle v}, im Englischen meist {\displaystyle Z(v;f)} geschrieben, ist der {\displaystyle f}-invariante Untervektorraum von {\displaystyle V} mit dem Aufspann:{\displaystyle \langle v,f(v),f^{2}(v),\ldots ,f^{r}(v),\ldots \rangle }.
Nach Definition des Aufspanns eines Vektorraums ist dies also äquivalent dazu, dass jeder Vektor aus {\displaystyle Z(v;f)} sich als {\displaystyle g(f)v} schreiben lässt, wobei {\displaystyle g(x)} aus dem Polynomring {\displaystyle K[x]} stammt, wobei der Körper {\displaystyle K} jener ist, über den der Vektorraum induziert wird.

### Beispiele
1. Für alle {\displaystyle V} und {\displaystyle f} ist  {\displaystyle Z(0;f)} der Nullvektorraum.
2. Ist {\displaystyle I} die Identitätsabbildung so ist {\displaystyle Z(v;I)} null- oder ein-dimensional.
3. {\displaystyle Z(v;f)} ist genau dann ein-dimensional, wenn {\displaystyle v} ein Eigenvektor von {\displaystyle f} ist.
4. Sei {\displaystyle V} der zwei-dimensionale {\displaystyle \mathbb {R} }-Vektorraum und sei {\displaystyle f} der Endomorphismus von {\displaystyle V} mit darstellender Matrix {\displaystyle {\begin{pmatrix}0&1\\0&0\end{pmatrix}}} bezüglich der kanonischen Einheitsbasis von {\displaystyle V}. Sei {\displaystyle v={\begin{pmatrix}0\\1\end{pmatrix}}}. Dann gilt: {\displaystyle f(v)={\begin{pmatrix}1\\0\end{pmatrix}},\quad f^{2}(v)=0,\ldots ,f^{r}(v)=0,\ldots }Also folgt: {\displaystyle \langle v,f(v),f^{2}(v),\ldots ,f^{r}(v),\ldots \rangle =\left\langle {\begin{pmatrix}0\\1\end{pmatrix}},{\begin{pmatrix}1\\0\end{pmatrix}}\right\rangle } und somit {\displaystyle Z(v;f)} {\displaystyle =V} . Damit ist {\displaystyle v} ein zyklischer Vektor zu {\displaystyle f}.

## Begleitmatrix
Es seien {\displaystyle f:V\rightarrow V} ein Endomorphismus eines {\displaystyle n}-dimensionalen {\displaystyle K}-Vektorraums {\displaystyle V} und {\displaystyle v} ein zyklischer Vektor zu {\displaystyle f}. Dann bilden die Vektoren
{\displaystyle \mathrm {B} =\{v_{1}=v,v_{2}=f(v),v_{3}=f^{2}(v),\ldots ,v_{n}=f^{n-1}(v)\}}
eine Basis von {\displaystyle V}. Dies lässt sich leicht per Widerspruch zur Minimalität des Minimalpolynoms beweisen. Das charakteristische Polynom von {\displaystyle f} sei durch
{\displaystyle p(x)=c_{0}+c_{1}x+c_{2}x^{2}+\cdots +c_{n-1}x^{n-1}+x^{n}}  gegeben.
Dann folgt:
{\displaystyle {\begin{aligned}f(v_{1})&=v_{2}\\f(v_{2})&=v_{3}\\f(v_{3})&=v_{4}\\\vdots &\\f(v_{n-1})&=v_{n}\\f(v_{n})&=-c_{0}v_{1}-c_{1}v_{2}-\cdots c_{n-1}v_{n}\end{aligned}}}
Also hat die darstellende Matrix von {\displaystyle f} bezüglich der Basis {\displaystyle \mathrm {B} } die Form:
{\displaystyle {\begin{pmatrix}0&0&0&\cdots &0&-c_{0}\\1&0&0&\ldots &0&-c_{1}\\0&1&0&\ldots &0&-c_{2}\\\vdots &&&&&\\0&0&0&\ldots &1&-c_{n-1}\end{pmatrix}}}
Die Matrix nennt man auch die Begleitmatrix von {\displaystyle p(x)}.